# Fiavé
Fiavé ist eine italienische Gemeinde (comune) mit 1055 Einwohnern (Stand 31. Dezember 2023) in der Provinz Trient, Region Trentino-Südtirol. Sie gehört zur Talgemeinschaft Comunità delle Giudicarie.

## Geografie
Die Gemeinde liegt etwa 22,5 Kilometer westsüdwestlich der Provinzhauptstadt Trient auf einer Höhe von 660 m s.l.m. in den Äußeren Judikarien am nördlichen Rand der Gardaseeberge. Südwestlich von Fiavé befand sich der zu einem Torfmoor verlandete Carera oder Fiavé See. Das seit 1988 als Naturschutzgebiet ausgewiesene Torfmoor bildet seit 1995 das 137,2 ha große NATURA 2000-Schutzgebiet Fiavé.

## Verwaltungsgliederung
Die Gemeinde Fiavé besteht aus vier Fraktionen: Ballino, Favrio, Fiavé (Gemeindesitz) und Stumiaga sowie zehn Weilern bzw. verstreut liegenden Häusern (italienisch Località): Doss-Torbiera, Curé, Valec, Castelcampo, Molin, Ca Noa, Pineta, Cornelle, Castil und Val dei Cagni.

## Geschichte
Die früheste Besiedlung des Gemeindegebiets kann auf das Spätneolithikum in der ersten Hälfte des 4. Jahrtausends vor Christus datiert werden, als am mittlerweile verlandeten Carera See die erste einer Reihe von Feuchtbodensiedlungen entstand, die bis zur Jungbronzezeit reichten. Die ab Ende der 1960er Jahre im Torfmoor freigelegten Pfahlbauten von Fiavé gehören seit 2011 zum UNESCO-Welterbe zusammen mit 110 weiteren Fundstellen in 6 Alpenländern. Dem prähistorischer Siedlungsplatz ist das Pfahlbaumuseum Fiavé gewidmet.

## Verkehr
Durch die Gemeinde führt die Strada Statale 421 dei Laghi di Molveno e Tenno vom Nonstal nach Riva del Garda.

## Bilder

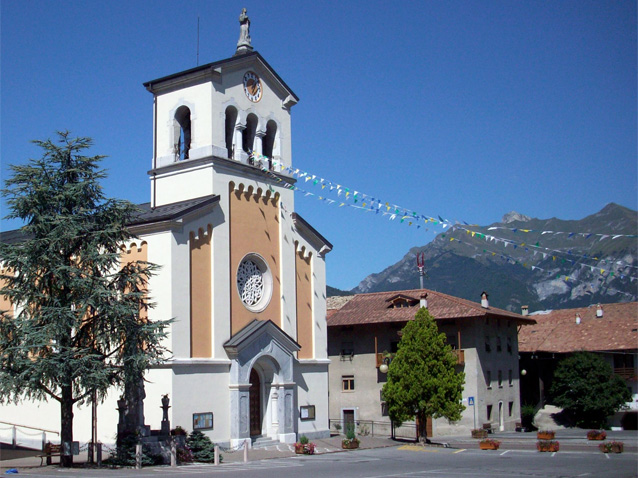
Pfarrkirche San Sebastiano (19. Jh.)
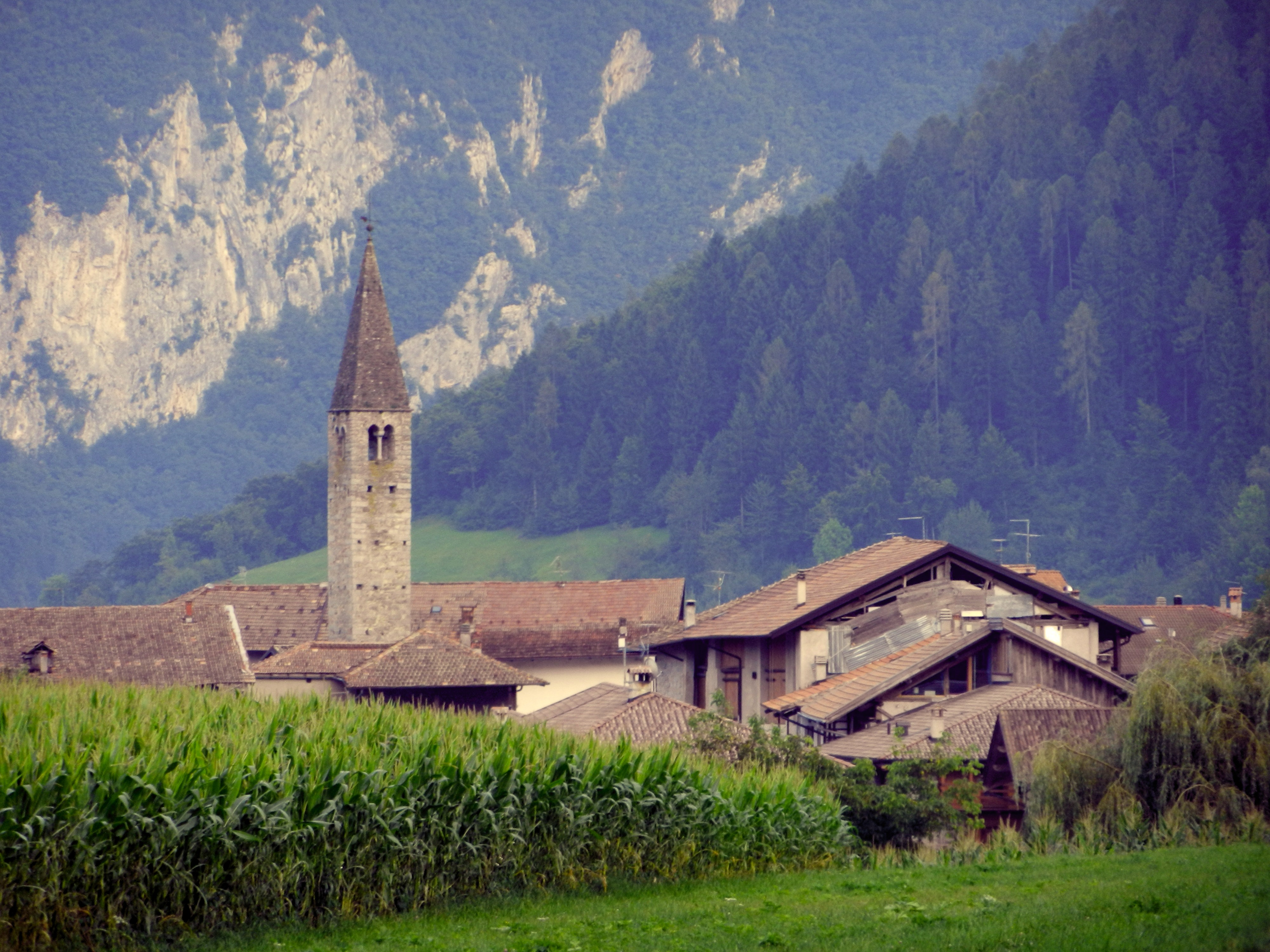
San Zeno (15. Jh.)
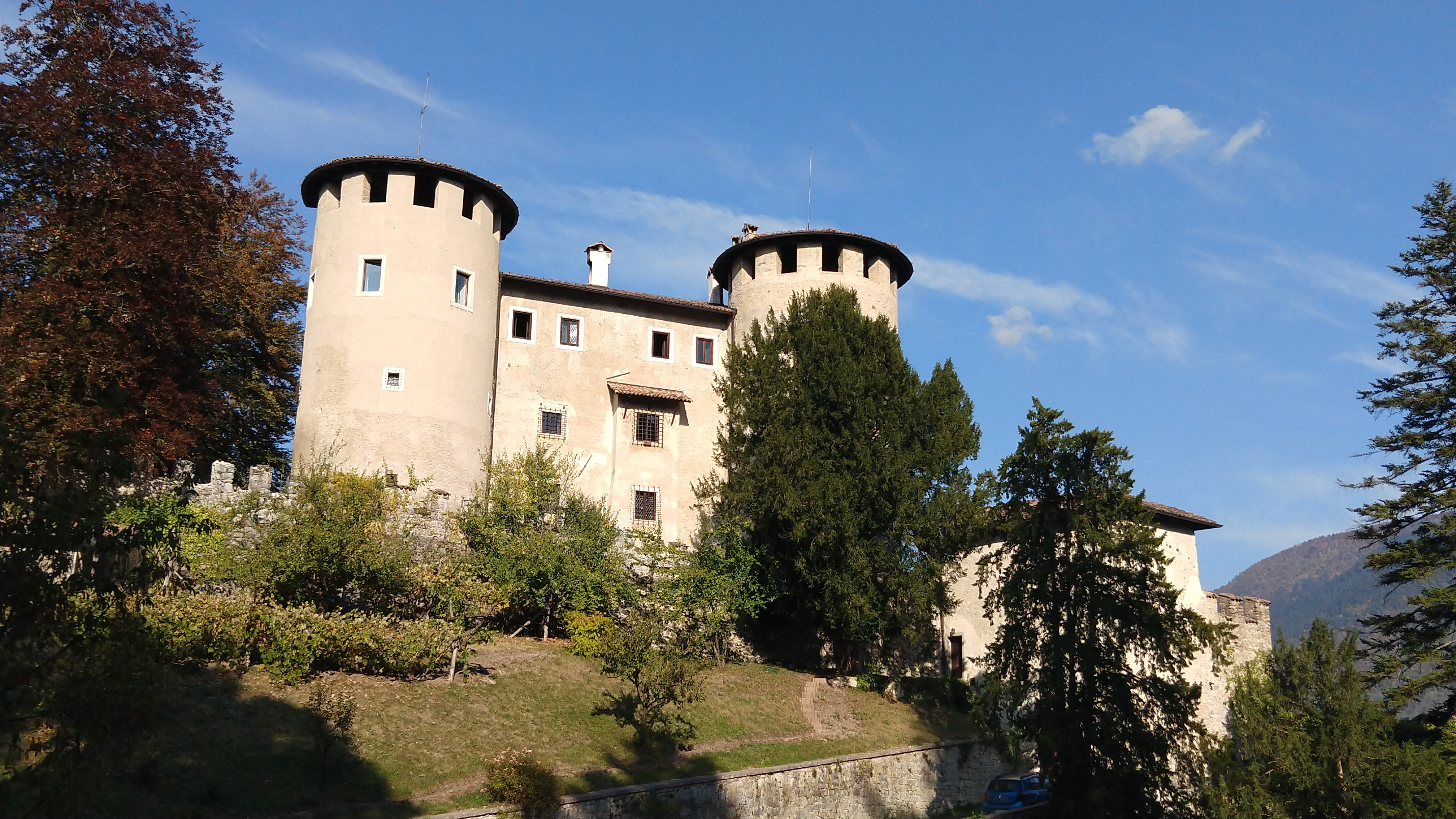
Castel Campo
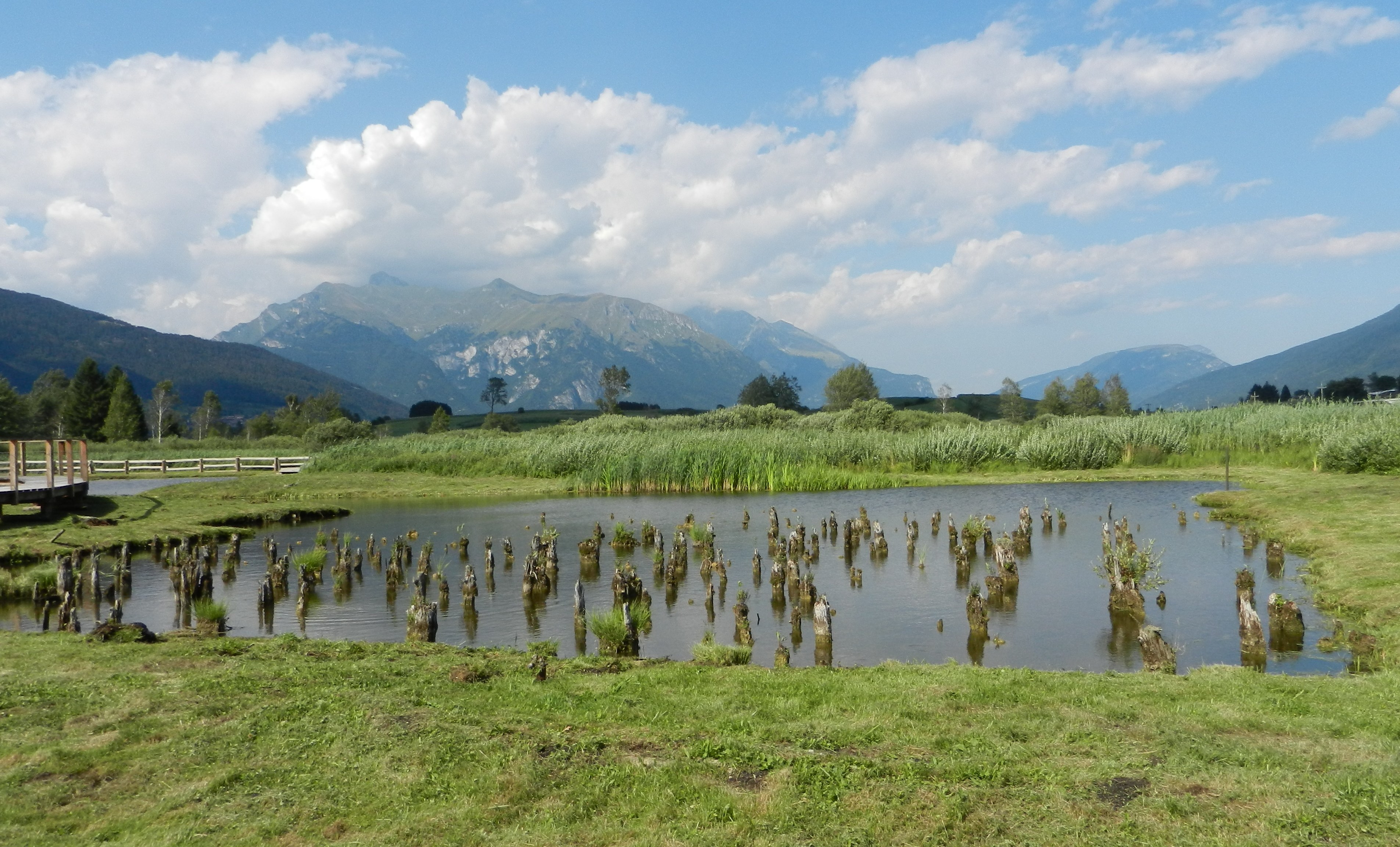
Reste der Pfahlbauten